# Pfadi Winterthur
Pfadi Winterthur ist ein im Jahr 1938 gegründeter Verein, der im Handball während der 1990er Jahre die stärkste Mannschaft der höchsten Schweizer Liga war. Sie wurde insgesamt 10 Mal Schweizer Meister, zuletzt 2021. Seine Heimspiele trägt der Verein in der Axa-Arena aus.

## Vereinsgeschichte
Pfadi Winterthur wurde 1938 anlässlich des Pfadfinder-Bundeslagers in Zürich gegründet. Im Jahre 1947 konnte der noch junge Verein erstmals in die oberste Spielklasse im Feldhandball aufsteigen. Pfadi und der in die Erste Liga abgestiegene Fussballclub Winterthur entschlossen sich, Doppelspiele (Feldhandball und Fussball) durchzuführen. Bis zu 4000 Zuschauer sahen die Partien auf der Schützenwiese.
1950 wurde anlässlich der Generalversammlung erstmals ein Nicht-Pfadfinder in die Mannschaft aufgenommen.
Pfadi spielte 1983 zum ersten Mal in der neu gebauten Eulachhalle, zuvor war unter anderem die Grosse Reithalle (Mehrzweckanlage Teuchelweiher) Austragungsort der Heimspiele des Vereins gewesen. 1990 wurden mit der Verpflichtung von Erik Veje Rasmussen, Roman Brunner und Stefan Schärer die erfolgreichen 1990er Jahre eingeleitet. In der Saison 1991/92 holte Pfadi seinen ersten Meistertitel und den ersten Titel in einer Mannschaftssportart für die Stadt Winterthur seit 75 Jahren.
1993 wurde Robert Meyer neuer Präsident bei Pfadi. Zusammen mit dem ehemaligen Pfadi-Spieler Ernst Liniger als Manager und Walter Baer führte er den Verein ins neue Jahrtausend.
In der Saison 1997/98 schaffte Pfadi als Gruppensieger in der EHF Champions League über Ademar León, Belgrad und Drammen HK den Einzug in den Viertelfinal. Gegner dort war der Finalist von 1997, Badel Zagreb. Nachdem das Hinspiel in Kroatien mit 24:27 knapp verloren gegangen war, führte die Leistung der Schiedsrichter im Rückspiel zu einem Protest von Pfadi bei der EHF. Dieser wurde – verbunden mit der Ankündigung von Verbesserungen und punktuellen Massnahmen – mangels Beweisen jedoch in zweiter Instanz abgewiesen.
Zur Saison 2007/08 verpflichtete der Verein den deutschen Nationalspieler Markus Baur als Spielertrainer. Am 30. Oktober 2007 gab Pfadi bekannt, dass Baur trotz dem laufenden Vertrag den Verein bereits zum Jahresende wieder verlassen und das Traineramt beim TBV Lemgo übernehmen werde. Gleichzeitig vereinbarte Pfadi eine Partnerschaft mit dem TBV.
Zum Abschluss seiner 14-jährigen Trainertätigkeit in der 1. Mannschaft gewann 2021 der ehemalige Pfadi-Junior Adrian Brüngger seinen ersten Schweizer Meistertitel mit einem klaren Play-off-Endresultat von 3:0 gegen die Kadetten Schaffhausen. Seither wird das Team von seinem Assistenten Goran Cvetković geführt. Dessen Assistent war bis 2024 der zurückgetretene Spieler der Meistermannschaft 2021 Michal Svajlen (ab 2022 gleichzeitig Sportchef), seither ist Stevan Kurbalija Assistenztrainer.

## Nachwuchs
2019 wurden bei Pfadi Winterthur 150 Knaben und Jünglinge im Alter von U9 (unter 9 Jahre alt) bis U19 (unter 19 Jahre alt) trainiert. Mädchen wurden seit der Saison 2010/2011 ab der Altersstufe U15 (unter 15 Jahre alt) ausschliesslich bei Yellow Winterthur trainiert.
Für die Knaben und Jünglinge gibt es folgende Altersgruppen und Fertigkeitsstufen:
- U9-U11 Challengers
- U13 Promotion S2
- U13 Inter (Espoirs)
- U15 Promotion S2
- U15 Promotion S1
- U15 Inter
- U15 Elite
- U17 Promotion S1
- U17 Inter
- U17 Elite
- U19 Promotion
- U19 Elite

Die Mannschaften spielen je nach Können und Alter in verschiedenen Ligen. Grundsätzlich gilt, dass Intermannschaften in einer höheren Liga als Promotionsmannschaften und Elitemannschaften in einer höheren Liga als Intermannschaften spielen. Es kann aber auch sein, dass mehrere Mannschaften sich für dieselbe Liga qualifiziert haben.

## Kader für die Saison 2024/25
| Nr.       | Nat.         | Name                   | Position     | Geburtsdatum | Grösse     |
| --------- | ------------ | ---------------------- | ------------ | ------------ | ---------- |
| Torhüter  |              |                        |              |              |            |
| 29        | Deutscher    | Gustav Hein            | TH           | 29.11.2004   | 2,03 m     |
| 30        | Schweizer    | Leonard Grazioli       | TH           | 19.01.2001   | 1,93 m     |
| 32        | Schweizer    | Ramon Kusnandar        | TH           | 28.06.2005   | 1,76 m     |
| Feld      |              |                        |              |              |            |
| 2         | Schweizer    | Tarik Hadzic           | KL           | 18.07.2004   | 1,77 m     |
| 4         | Schweizer    | Levin Wanner           | RL           | 25.02.2004   | 1,94 m     |
| 6         | Norweger     | Kristian Rammel        | KL           | 07.02.1995   | 2,08 m     |
| 7         | Däne         | Oliver Eggert          | RM           | 29.06.1995   | 1,99 m     |
| 9         | Schweizer    | Niclas Mierzwa         | FL           | 24.10.2006   | 1,72 m     |
| 11        | Schweizer    | Tim Rellstab           | RL           | 16.07.2001   | 2,03 m     |
| 17        | Schweizer    | Lukas Heer             | RL           | 26.06.1998   | 2,00 m     |
| 18        | Österreicher | Matteo Elias Etter     | FR           | 01.04.2006   | 1,85 m     |
| 19        | Serbe        | Aleksandar Radovanović | RR           | 23.11.1994   | 1,91 m     |
| 21        | Schweizer    | Tazio Baumann          | FL           | 24.04.2004   | 1,86 m     |
| 22        | Schweizer    | Mischa Romer           | RL           | 11.01.2004   | 1,94 m     |
| 23        | Schweizer    | Gian-Luca Bühlmann     | RM           | 15.02.2002   | 1,80 m     |
| 27        | Niederländer | Alec Smit              | FR           | 15.05.1999   | 1,82 m     |
| 28        | Deutscher    | Maximilian Freiberg    | FR           | 27.02.1999   | 1,89 m     |
| 34        | Schweizer    | Dominik Ruh            | RR           | 05.05.2003   | 1,95 m     |
| 41        | Schweizer    | Alessio Lioi           | RM           | 20.10.2003   | 1,80 m     |
| 43        | Schweizer    | Laurin Rinderknecht    | RM           | 20.08.2002   | 1,82 m     |
| 44        | Schweizer    | Leandro Lioi           | FR           | 31.03.2002   | 1,75 m     |
| Staff     |              |                        |              |              |            |
| Serbe     | Serbe        | Goran Cvetković        | Trainer      | 25.04.1983   | 25.04.1983 |
| Schweizer | Schweizer    | Stevan Kurbalija       | Ass.-Trainer | 12.04.1989   | 12.04.1989 |
| Kroate    | Kroate       | Sanimir Radek          | TH-Trainer   | 12.02.1982   | 12.02.1982 |

## Erfolge
- Hallenhandball-Schweizer-Meister: 1992, 1994, 1995, 1996, 1997, 1998, 2002, 2003, 2004, 2021
- Schweizer Cup: 1998, 2003, 2010, 2015, 2018
- Schweizer SuperCup: 2003, 2018, 2021
- Schweizer Feldhandball-Cupsieger: 1958, 1998, 2001
- EHF Challenge Cup: Finalist 2001
- IHF-Cup-Halbfinalist: 1982
- City-Cup-Halbfinalist: 2000
- EHF-Champions-League-Viertelfinalist: 1997, 1998, 2004

## Bekannte ehemalige Spieler
- Ernst «Zulu» Züllig, Rückraum
- Thomas Gautschi, Rückraum
- Jonas Langerhuus, Rückraum rechts
- Martin Ott, Rückraum
- Marc Baumgartner, Rückraum
- Michal Svajlen, Rückraum links
- Nico Andric, Rückraum
- Gábor Vass, Kreis
- Yannick Ott, Rückraum Mitte
- Rolf Spiller, Kreis
- Cho Chi-hyo, Rückraum
- Mathias Kasapidis, Kreis
- Stefan Schärer, Flügel
- Kang Jae-won, Rückraum
- Fabrizio Pecoraro, Flügel links
- Urs Schärer, Rückraum
- Paek Won-chul, Rückraum
- Joël Tynowski, Flügel rechts
- Iwan Ursic, Kreis
- Filip Gavranović, Kreis
- Arūnas Vaškevičius, Torhüter
- Matthias Zumstein, Kreis
- Pascal Vernier, Rückraum rechts
- Oliver Scheuner, Flügel rechts
- Christian Meisterhans, Torhüter
- Cédrie Tynowski, Flügel rechts
- Joël Bräm, Flügel links
- Pascal Stauber, Torhüter
- Marcel Hess, Flügel links
- Morten Schønfeldt, Rückraum und Trainer
- Jürg Langhard, Torhüter
- Marvin Lier, Flügel links
- Erik Veje Rasmussen, Rückraum
- Meinrad «Meini» Landolt, Torhüter
- Roman Sidorowicz, Rückraum links
- Magnus Staub, Torhüter
- Peter Spälti, Torhüter
- Matías Schulz, Torhüter
- Dimitri Murri, Kreis
- Gottfried Egg, Torhüter
- Filip Maros, Rückraum
- Stefan Freivogel, Rückraum rechts
- Manuel Liniger, Flügel links
- Ante Kuduz, Rückraum links
- Markus Baur, Rückraum Mitte und Spielertrainer
- Daniel Spengler, Flügel
- Goran Cvetković, Rückraum rechts
- Rastko Stojković, Kreisläufer
- Kevin Jud, Rückraum